# Leucamp
Leucamp település Franciaországban, Cantal megyében. Lakosainak száma 244 fő (2022. január 1.). Leucamp Murols, Ladinhac, Prunet, Teissières-lès-Bouliès és Vezels-Roussy községekkel határos.

## Népesség
A település népességének változása:
| Lakosok száma | 312  | 280  | 263  | 235  | 236  | 235  | 234  | 237  | 239  | 244  |
|               | 1968 | 1982 | 1990 | 2006 | 2013 | 2015 | 2017 | 2019 | 2020 | 2022 |